# 오르니틴
오르니틴(영어: ornithine)은 요소 회로에서 역할을 하는 비단백질성 아미노산이다. 오르니틴은 오르니틴 트랜스카바밀레이스 결핍증에서 체내에 비정상적으로 축적된다. 오르니틴의 라디칼은 오르니틸이라 한다.

## 요소 회로에서의 역할
L-오르니틴은 L-아르지닌에 대한 아르지네이스의 작용의 산물 중 하나로, 요소를 생성한다. 따라서 오르니틴은 요소 회로의 중심 부분으로 과잉의 질소를 처리할 수 있다. 오르니틴을 재활용하고, 어떻게 보면 이는 촉매제이다. 먼저, 암모니아는 카바모일 인산으로 전환된다. 오르니틴은 오르니틴 카바모일트랜스퍼레이스에 의해 카바모일 인산과 반응하여 시트룰린(Citrulline)을 생성한다. 아스파르트산으로부터 또 다른 질소를 획득함으로서 아르지니노석신산을 형성하고, 아르지니노석신산은 아르지니노석시네이스에 의해 아르지닌(Arginine)과 푸마르산으로 분해된다. 아르지닌은 아르지네이스에 의해 분해되어 오르니틴과 요소(urea)를 생성한다. 요소의 질소는 암모니아와 아스파르트산에서 유래되었으며, 오르니틴이 원래 가지고 있던 질소는 오르니틴에 그대로 남아있다.
오르니틴은 DNA에 의해 암호화되는 아미노산, 즉 단백질성 아미노산이 아니다. 그러나 포유류의 간 이외의 조직에서 요소 회로의 주요 용도는 아르지닌 생합성에 있기 때문에, 대사 과정의 중간생성물로서 오르니틴은 상당히 중요하다.

## 다른 반응
오르니틴은 오르니틴 탈카복실화효소 (EC 4.1.1.17)의 작용을 통한 푸트레신과 같은 폴리아민 합성의 출발점이다.
대장균과 같은 세균에서 오르니틴은 L-글루탐산으로부터 합성될 수 있다.
|  |

## 연구

### 운동 피로
L-오르니틴 보충제는 고정식 자전거 운동을 사용하는 위약 대조 연구에서 피험자의 피로를 약화시켰다. 결과는 L-오르니틴이 에너지 소비 효율을 높이고 암모니아의 배설을 촉진하는 데 항피로 효과가 있음을 시사했다.

### 역도 보충제
L-오르니틴을 포함한 아미노산 보충제는 사람 생장 호르몬(HGH)의 수치, 근육량 및 강도를 증가시킨다는 주장과 함께 보디빌더와 역도 선수들에게 자주 판매된다. 임상 연구에 따르면 2 g/d의 L-오르니틴은 사람 생장 호르몬(HGH)을 증가시키지 않았다. 이 주제에 대한 검토에서 "운동 선수들의 생장 호르몬 방출을 자극하기 위해 특정 아미노산을 사용하는 것은 권장되지 않는다"라고 결론지었다.

### 간경변
오르니틴과 아스파르트산의 안정한 염인 L-오르니틴 L-아스파르트산 (LOLA)이 간경변의 치료에 사용되어 왔다.